# Alomya debellator
Talomya debellator là một loài tò vò trong họ Ichneumonidae.

## Hình ảnh

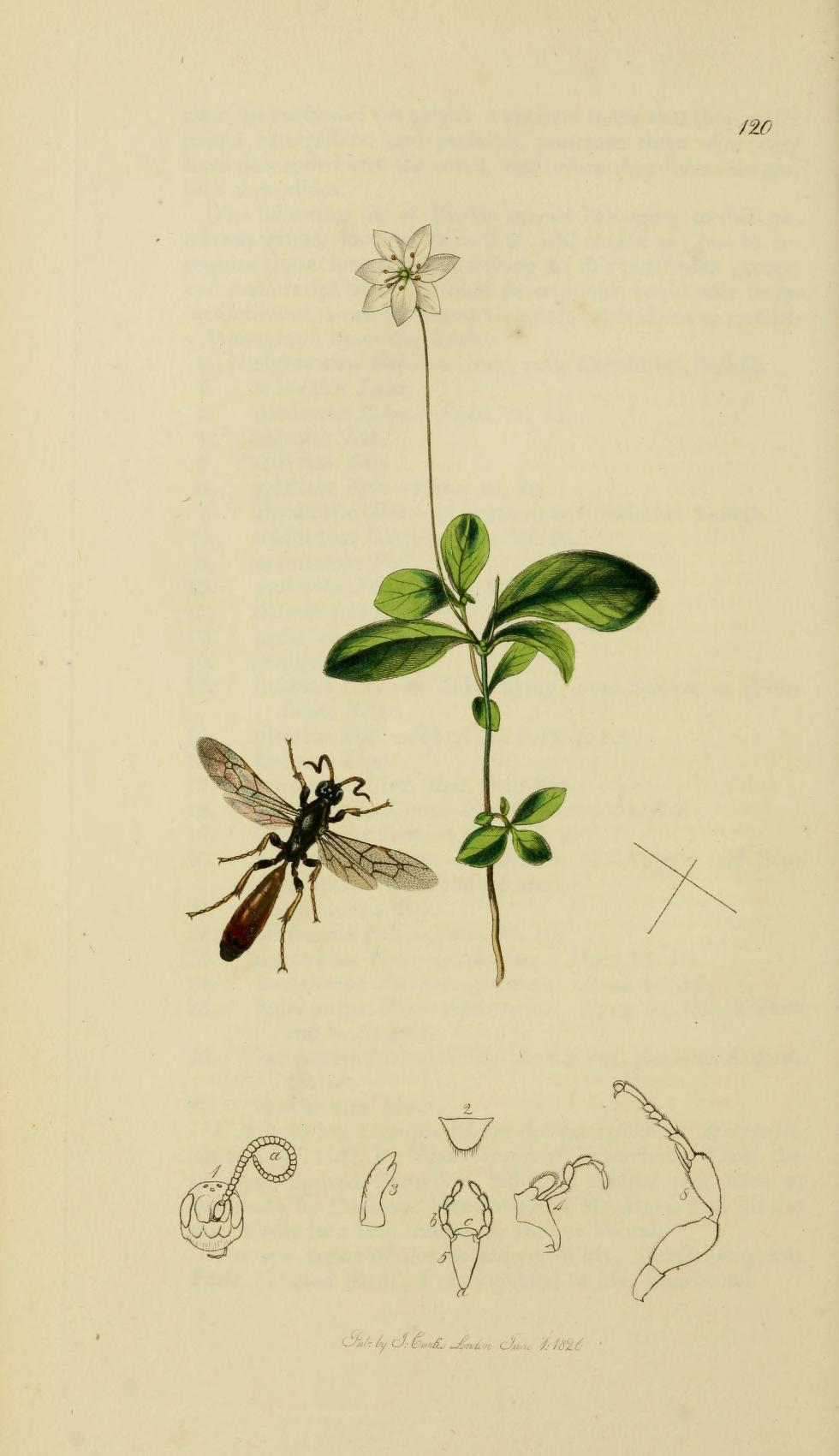
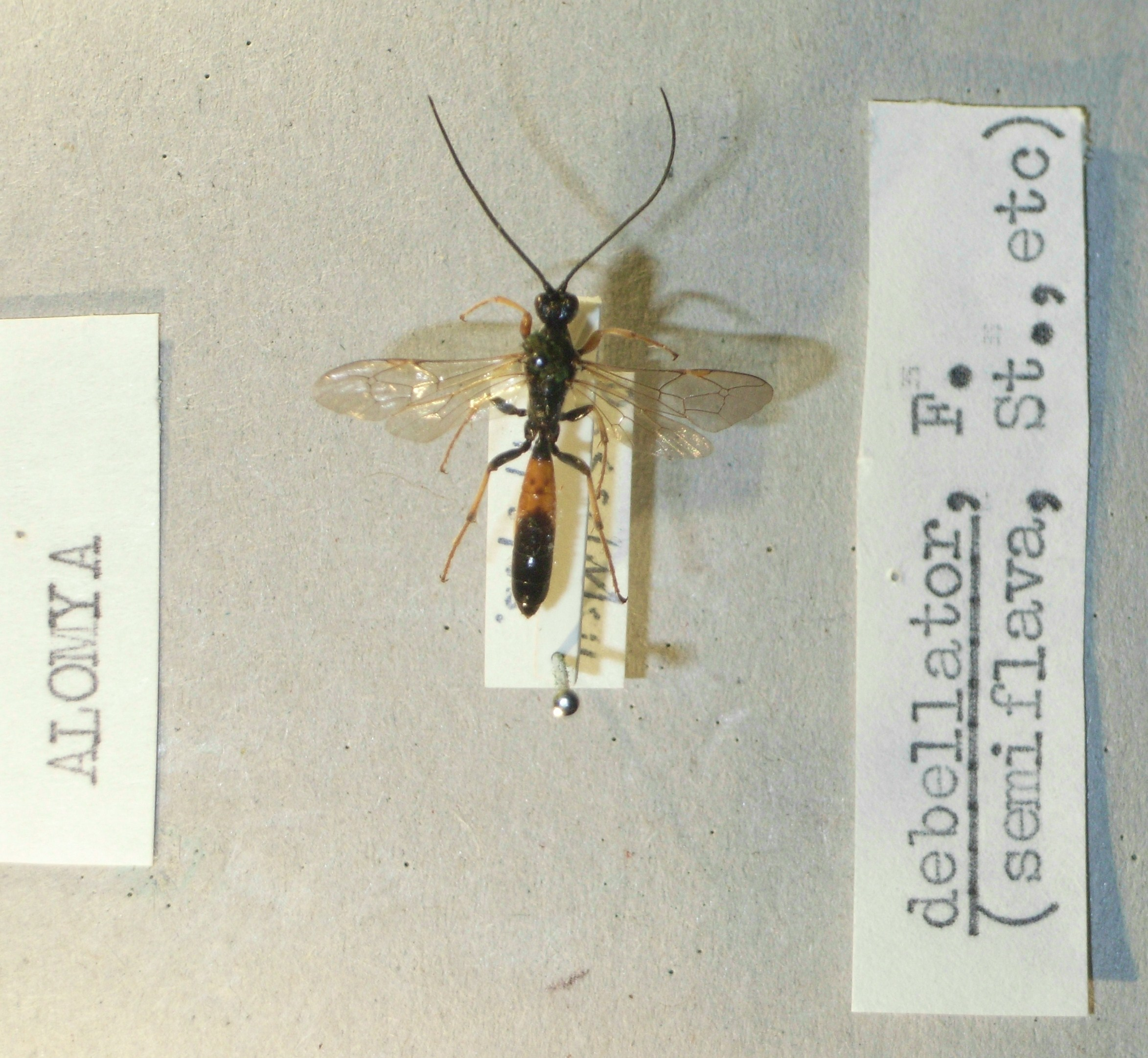